# Aptrootia
Aptrootia — рід грибів родини Trypetheliaceae. Назва вперше опублікована 2007 року.

## Класифікація
До роду Aptrootia відносять 3 види:
- Aptrootia elatior
- Aptrootia robusta
- Aptrootia terricola